# Congress of Racial Equality
Il Congress of Racial Equality o CORE (letteralmente: Congresso di uguaglianza razziale) è una organizzazione statunitense per la promozione dei diritti civili che in origine ha svolto un ruolo fondamentale in questo campo per gli afroamericani. Anche oggi l'associazione si dichiara aperta a "tutti coloro che ritengono che 'tutti gli uomini sono stati creati uguali' e sono disposti a lavorare per l'obiettivo finale di una vera parità in tutto il mondo".

## Fondazione
Il CORE venne fondato a Chicago nel 1942 da James Farmer, George Houser, James R. Robinson e Bernice Fisher. Bayard Rustin, pur non essendo un padre dell'organizzazione, è stato, come poi dissero Farmer e Houser, "uno zio del CORE" e lo sostenne con vigore. Il gruppo si è evoluto a partire dalla pacifista Fellowship of Reconciliation (FoR o FOR) e ha cercato di applicare i principi della nonviolenza come tattica contro la segregazione razziale. Ispiratore dell'organizzazione è stato il libro di Shridharani Krishnalal War Without Violence (1939, Harcourt Brace), che narra in dettaglio come Gandhi organizzava le sue manifestazioni non violente. Shridharani, scrittore popolare e giornalista nonché oratore vivace e convincente, era stato un seguace di Gandhi e fu incarcerato nella manifestazione nota come Marcia del sale. Gandhi, a sua volta, era stato influenzato dagli scritti di Henry David Thoreau. Al momento della fondazione del CORE Gandhi era ancora impegnato nella resistenza non violenta contro il dominio britannico in India; il CORE riteneva che la disobbedienza civile con metodi pacifici avrebbe potuto essere utilizzata anche dagli afroamericani per sfidare la segregazione razziale negli Stati Uniti.
In conformità con la Costituzione e gli statuti del CORE, nei primi anni e durante la metà del 1960, le sezioni erano organizzate su un modello simile a quello del sindacato democratico, con riunioni mensili dei membri, elezione dei dirigenti di solito non pagati e con numerosi comitati di volontari. Nel Sud le campagne di mobilitazione non violente del CORE si opponevano alla segregazione e discriminazione voluta dalle Leggi Jim Crow e protestavano per l'ottenimento del diritto di voto. Al di fuori del Sud, il CORE focalizzò l'attenzione sulla discriminazione nel lavoro e negli alloggi e anche nella segregazione attuata de facto dalle scuole. Alcuni dei principali leader del CORE avevano forti divergenze con il gruppo dei Deacons for Defense and Justice per la loro pubblica minaccia di usare armi per difendersi e proteggere i lavoratori del CORE dalle organizzazioni razziste del Sud come il Ku Klux Klan, in Louisiana negli anni 1960. Dalla metà degli anni 1960, Farmer non si faceva illusioni sulle tendenze radicali che stavano emergendo nel CORE - tendenze che tra l'altro avrebbero portato alle Pantere Nere - e si dimise nel 1966, rimpiazzato da Floyd McKissick.

## Le campagne per i diritti civili

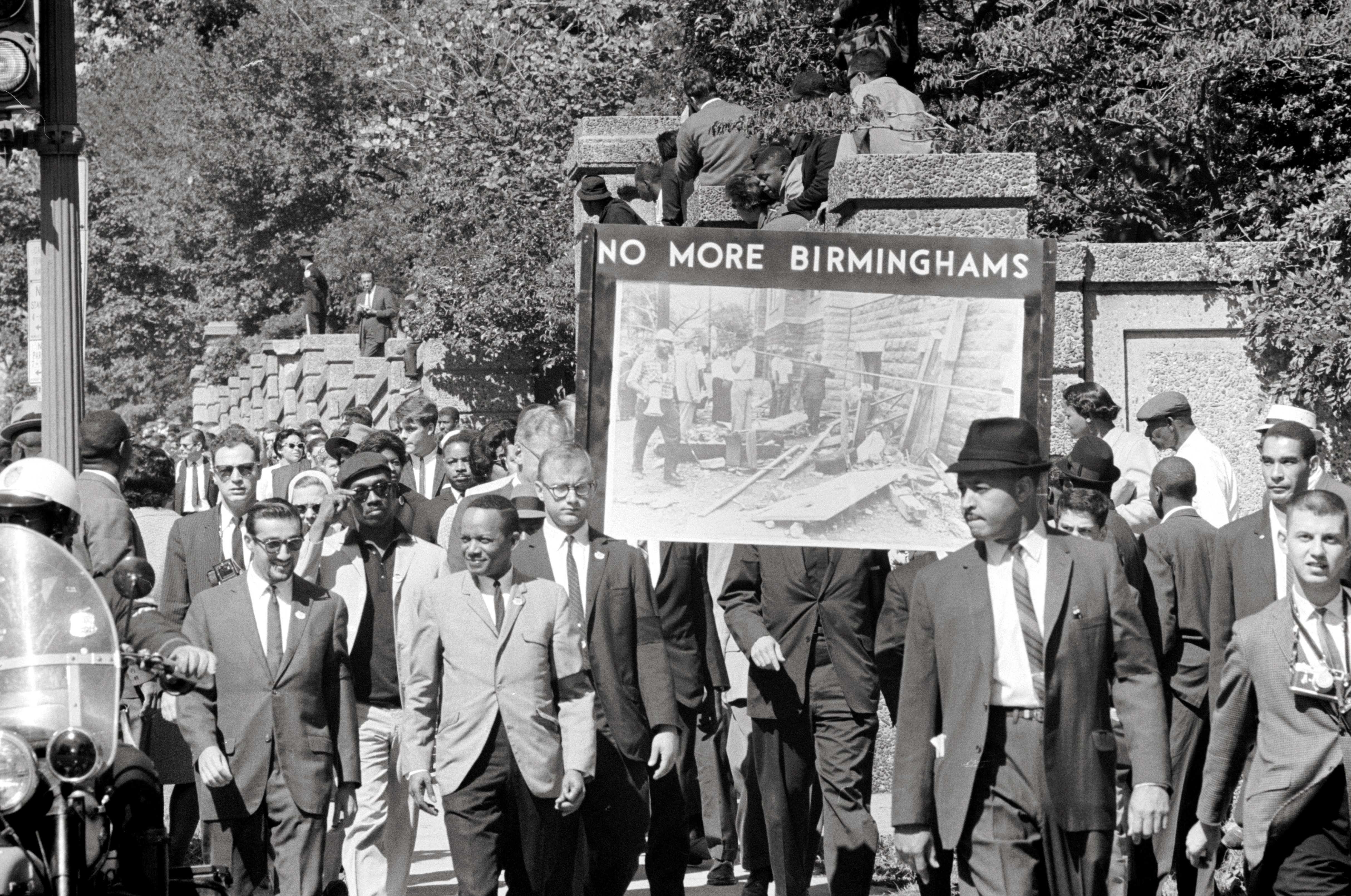
Congress of Racial Equality: marcia su Washington del 22 settembre 1963 in memoria dei bambini uccisi nell'attentato di Birmingham (Alabama). Lo striscione con la scritta "Mai più Birmingham" mostra le conseguenze dell'attentato.

Nel 1961 il CORE aveva 53 sezioni in tutti gli Stati Uniti. Nel 1963, la maggior parte dei grandi centri urbani del Nord-est, Midwest e West Coast aveva uno o più sedi del CORE, tra cui un numero crescente nei campus universitari. Nel Sud, il CORE aveva sezioni attive e programmi in Louisiana, Mississippi, Florida, Carolina del Sud e Kentucky.

### Freedom Rides
Il 10 aprile 1947, il CORE inviò un gruppo di otto bianchi (tra cui James Peck, il loro responsabile delle relazioni pubbliche) e otto uomini di colore in quello che doveva essere un Journey of Reconciliation (viaggio della riconciliazione) di due settimane attraverso Virginia, Carolina del Nord, Tennessee e Kentucky nel tentativo di porre fine alla segregazione nei viaggi interstatali. I membri del gruppo furono arrestati e incarcerati diverse volte, ma ricevettero una notevole pubblicità e questo segnò l'inizio di una lunga serie di campagne simili.
Agli inizi del 1960, Farmer, che si era preso una pausa dalla direzione del gruppo, tornò come segretario esecutivo e cercò di ripetere il viaggio del 1947, coniando un nuovo nome per esso: il Freedom Ride (viaggio della libertà).
Il 4 maggio 1961 i partecipanti si diressero verso il profondo Sud, questa volta i manifestanti comprendevano anche donne e si recarono anche nelle stazioni degli autobus riservate ai bianchi. I viaggiatori subirono gravi violenze. Ad Anniston (Alabama) uno degli autobus fu incendiato e i passeggeri furono picchiati da una folla di bianchi. Le bande di bianchi attaccarono i Freedom Riders a Birmingham e a Montgomery in Alabama. La violenza raggiunse l'attenzione nazionale, scatenando un'estate di viaggi simili del CORE, dello Student Nonviolent Coordinating Committee (SNCC) e di altre organizzazioni per i diritti civili e di migliaia di comuni cittadini.

### La marcia su Washington

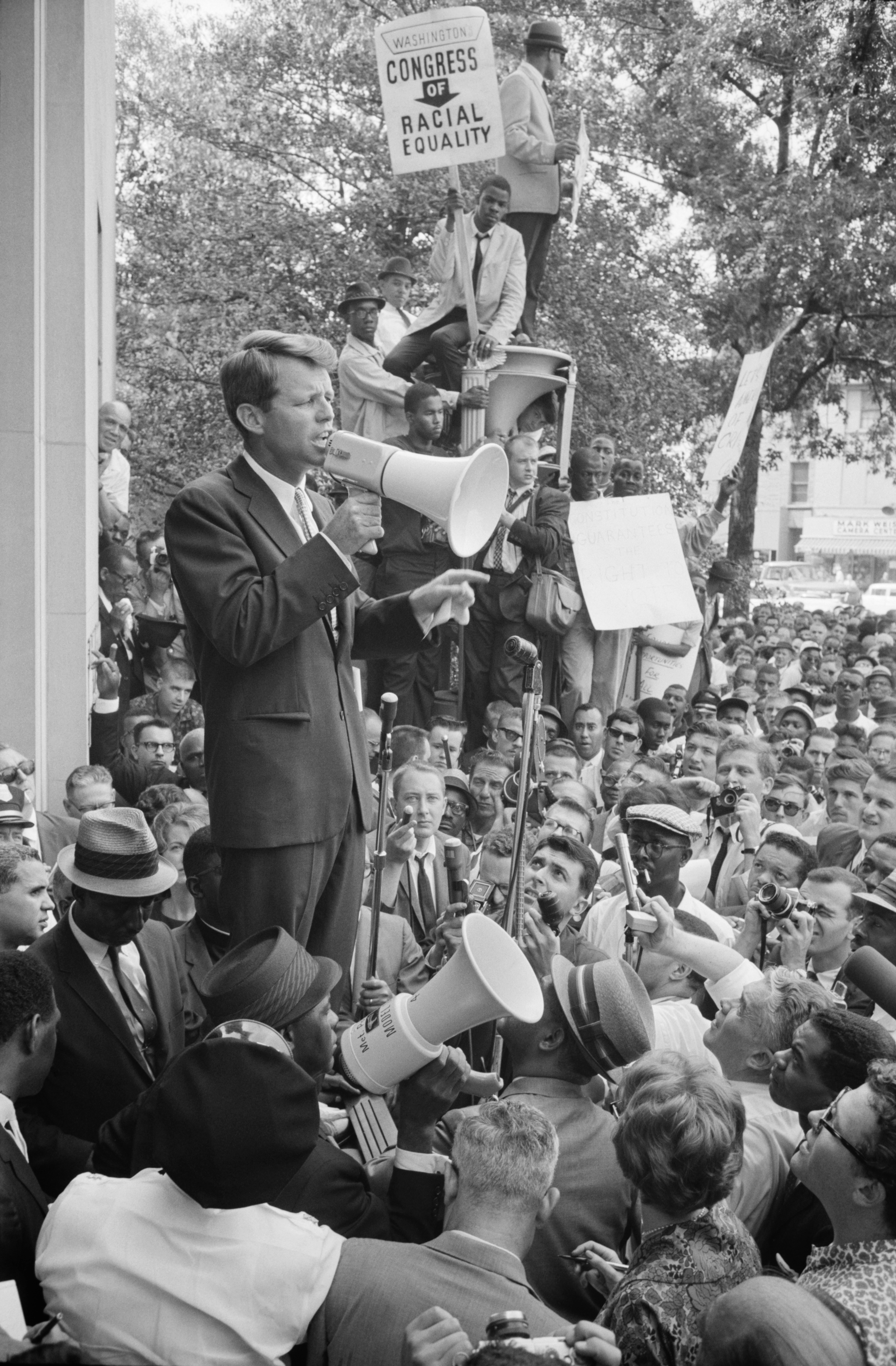
Cartello del CORE mostrato mentre Robert F. Kennedy parla alla folla davanti al palazzo del Dipartimento di Giustizia nel giugno 1963.

Nel 1963, l'organizzazione ha contribuito a organizzare la famosa marcia su Washington. Il 28 agosto 1963 più di 250.000 persone sfilarono pacificamente dal Monumento a Washington al Lincoln Memorial per chiedere una giustizia uguale per tutti i cittadini. Concluse la manifestazione Martin Luther King con il suo famoso discorso: I have a dream.

### Freedom Summer
L'anno seguente, il CORE, lo Student Nonviolent Coordinating Committee (SNCC) e la National Association for the Advancement of Colored People (NAACP), organizzarono la campagna Freedom Summer. Il suo obiettivo principale era quello di tentare di porre fine alla privazione dei diritti politici degli afroamericani nel Profondo Sud. I volontari delle tre organizzazioni decisero di concentrare i loro sforzi nel Mississippi. Nel 1962 solo il 6,7 per cento degli afroamericani, nello stato erano registrati per poter votare, la percentuale più bassa del paese.
Questa situazione determinò la nascita del Mississippi Freedom Democratic Party (MFDP). Più di 80.000 persone si iscrissero al partito e 68 delegati parteciparono alla convention di Atlantic City (New Jersey) del Partito Democratico e contestarono la presenza di soli bianchi nella rappresentanza del Mississippi.
CORE, SNCC e NAACP istituirono anche 30 Freedom Schools in varie città del Mississippi. Dei volontari insegnavano nelle scuole e nelle materie di studio vennero incluse la storia della comunità nera e la filosofia del movimento dei diritti civili. Nell'estate del 1964 oltre 3.000 studenti frequentarono queste scuole e l'esperimento fornì un modello per futuri programmi educativi, come Head Start.
Le Freedom Schools furono spesso il bersaglio delle bande di bianchi. Come furono obbiettivi di attentati le case di afroamericani. Quell'estate 30 abitazioni e 37 chiese frequentate da neri furono date alle fiamme. Più di 80 volontari furono picchiati da una folla di bianchi o funzionari razzisti di polizia. Tre attivisti del CORE, James Chaney, Andrew Goodman e Michael Schwerner, vennero uccisi dal Ku Klux Klan, il 21 giugno 1964. Queste morti divennero un caso nazionale e crearono pubblicità a favore della lotta per l'emancipazione.

## Il CORE dopo il 1968
Dal 1968 il presidente nazionale del CORE è Roy Innis, che inizialmente aveva portato l'organizzazione a sostenere con forza il Black Nationalism. Successivi sviluppi politici all'interno dell'associazione portarono ad una svolta a destra. Il CORE sostenne la candidatura presidenziale di Richard Nixon nel 1968 e nel 1972. Un articolo del giornale Mother Jones affermava che l'attuale organizzazione "è più conosciuta tra i veri gruppi dei diritti civili per affittare il suo nome storico ad ogni società che ha bisogno di un uomo di facciata di colore. Il gruppo ha ricevuto finanziamenti dai giganti della chimica Monsanto (produttore di DDT) e ExxonMobil".
Nel suo libro Not A Conspiracy Theory: How Business Propaganda Hijacks Democracy, Donald Gutstein ha scritto che «Negli ultimi anni il CORE ha utilizzato la sua facciata afroamericana per lavorare con gruppi conservatori contro organizzazioni come Greenpeace e per minare le normative a favore dell'ambiente. È giusto dire che il CORE era in vendita a chiunque avesse bisogno di cheerleader di colore nelle sue strategie commerciali».
Recentemente, sul matrimonio fra persone dello stesso sesso e sulla salute della gente di colore negli Stati Uniti: "Quando si dice alla società in generale che si deve accettare, non solo accettare il nostro stile di vita, ma promuoverlo e metterlo sullo stesso piano e considerarlo uguale al matrimonio tradizionale, è lì che tiriamo una riga e diciamo 'no'. Questo non è qualcosa che ha a che fare con i diritti civili. Questo non riguarda i diritti umani", ha detto Niger Innis, portavoce nazionale di CORE e figlio di Roy Innis. Il COREcares, un programma di sostegno, educazione e prevenzione dell'AIDS per le donne di colore, è stato smantellato a causa di pressioni di Project 21. Innis fa parte dell'organizzazione conservatrice Project 21. Secondo un'intervista rilasciata da James Farmer nel 1993, "Il CORE non ha sezioni in funzione, non tiene congressi, elezioni, riunioni, non fissa una linea politica, non ha programmi sociali e non fa raccolta fondi. A mio parere il CORE è fraudolento".

### Il CORE in Africa
Nel corso del 1970, il CORE sostenne la dittatura militare ugandese di Idi Amin Dada, a cui venne conferita l'iscrizione a vita all'associazione. Il CORE ha una sezione africana, con sede in Uganda, diretta da Fiona Kobusingye. Focalizzando l'attenzione sul problema della malaria ne ha fatto una delle principali attività dell'organizzazione, si è battuto per l'uso del DDT per combattere la malattia e in questo sforzo ha collaborato con gruppi di esperti conservatori e libertari. Nel 2007 il CORE organizzò una marcia di 300 miglia attraverso l'Uganda per la promozione di interventi a base di DDT contro la malaria. Il CORE pagò studenti universitari perché partecipassero alla camminata, ma poi li lasciò a Kampala a conclusione della marcia senza mezzi per tornare a casa. "Ci sentiamo usati, scaricati e addestrati a mentire'", disse uno studente. Il personale del CORE affermò che gli studenti esageravano.